# Саймондс, Уильям Блэкэлл
Уильям Блэкэлл Саймондс (англ. George Blackall Simonds; 6 октября 1843, Рединг — 16 декабря 1929, Bradfield, Беркшир) — британский скульптор.

## Биография
Родился в 1843 году в Рединге (графство Беркшир). Был вторым сыном предпринимателя Джона Саймондса и его супруги Мэри Энн, урождённой Булджер. Большую часть жизни носил имя Уильям Саймондс; имя Блэкэлл прибавил к собственному имени (по другим данным, к фамилии: Блэкэлл-Саймондс)  только в 1905 году, в возрасте более 60 лет, в память о скончавшемся старшем брате, Блэкэлле Саймондсе, к которому был привязан.
Окончив частную школу Брэдфилд-колледж (англ.) в Беркшире, принял решение посвятить себя скульптуре. К числу самых известных работ Саймондса относятся:
- Скульптура «Сокольничий» (англ.) в нью-йоркском Центральном парке[2]
- Мемориал «Майвандский лев» (англ.) в Рединге, выстроенный в память о солдатах и офицерах 66-го (Беркширского) полка, погибших в битве при Майванде (Афганистан)[3]
- Памятник королеве Виктории (англ.) в Рединге[4]

В 1914 году сын скульптора, Джон Прескотт Блэкэлл Саймондс погиб (пропал без вести) на западном фронте Первой мировой войны.
Завершив карьеру скульптора, Саймондс удалился в деревню Брэдфилд, где когда-то окончил школу. Его последней крупной работой стал мемориал жителям Брэдфилда, погибшим на полях сражений Первой мировой войны (включая собственного сына), который был открыт в 1922 году.
Скончался в 1929 году в Брэдфилде.

## Галерея
- Сокольничий. Центральный парк (Нью-Йорк)
- Майвандский лев
- Военный мемориал, Брэдфилд, Беркшир
- Памятник королеве Виктории, Рединг